# Lijst van planetoïden 61001-61100
| Naam             | Voorlopige naamgeving | Datum ontdekking | Ontdekker    |
| ---------------- | --------------------- | ---------------- | ------------ |
| (61001) -        | 2000 KJ31             | 28 mei 2000      | LINEAR       |
| (61002) -        | 2000 KS32             | 28 mei 2000      | LINEAR       |
| (61003) -        | 2000 KU32             | 28 mei 2000      | LINEAR       |
| (61004) -        | 2000 KH33             | 28 mei 2000      | LINEAR       |
| (61005) -        | 2000 KA35             | 27 mei 2000      | LINEAR       |
| (61006) -        | 2000 KR35             | 27 mei 2000      | LINEAR       |
| (61007) -        | 2000 KV35             | 27 mei 2000      | LINEAR       |
| (61008) -        | 2000 KE36             | 27 mei 2000      | LINEAR       |
| (61009) -        | 2000 KH36             | 27 mei 2000      | LINEAR       |
| (61010) -        | 2000 KR36             | 28 mei 2000      | LINEAR       |
| (61011) -        | 2000 KJ40             | 26 mei 2000      | Spacewatch   |
| (61012) -        | 2000 KP41             | 27 mei 2000      | LINEAR       |
| (61013) -        | 2000 KR41             | 27 mei 2000      | LINEAR       |
| (61014) -        | 2000 KV41             | 27 mei 2000      | LINEAR       |
| (61015) -        | 2000 KJ42             | 28 mei 2000      | LINEAR       |
| (61016) -        | 2000 KT42             | 25 mei 2000      | Spacewatch   |
| (61017) -        | 2000 KX42             | 25 mei 2000      | Spacewatch   |
| (61018) -        | 2000 KA46             | 30 mei 2000      | Spacewatch   |
| (61019) -        | 2000 KU46             | 27 mei 2000      | LINEAR       |
| (61020) -        | 2000 KC47             | 27 mei 2000      | LINEAR       |
| (61021) -        | 2000 KS49             | 30 mei 2000      | Spacewatch   |
| (61022) -        | 2000 KY49             | 30 mei 2000      | Spacewatch   |
| (61023) -        | 2000 KV50             | 28 mei 2000      | LINEAR       |
| (61024) -        | 2000 KJ52             | 23 mei 2000      | LONEOS       |
| (61025) -        | 2000 KU52             | 25 mei 2000      | LONEOS       |
| (61026) -        | 2000 KG53             | 28 mei 2000      | LINEAR       |
| (61027) -        | 2000 KP53             | 29 mei 2000      | LINEAR       |
| (61028) -        | 2000 KR53             | 29 mei 2000      | LINEAR       |
| (61029) -        | 2000 KG55             | 27 mei 2000      | LINEAR       |
| (61030) -        | 2000 KN55             | 27 mei 2000      | LINEAR       |
| (61031) -        | 2000 KQ55             | 27 mei 2000      | LINEAR       |
| (61032) -        | 2000 KC56             | 27 mei 2000      | LINEAR       |
| (61033) -        | 2000 KG56             | 27 mei 2000      | LINEAR       |
| (61034) -        | 2000 KX56             | 27 mei 2000      | LINEAR       |
| (61035) -        | 2000 KN57             | 24 mei 2000      | Spacewatch   |
| (61036) -        | 2000 KC59             | 24 mei 2000      | Spacewatch   |
| (61037) -        | 2000 KG59             | 24 mei 2000      | Spacewatch   |
| (61038) -        | 2000 KU59             | 25 mei 2000      | LONEOS       |
| (61039) -        | 2000 KW59             | 25 mei 2000      | LONEOS       |
| (61040) -        | 2000 KQ60             | 25 mei 2000      | LONEOS       |
| (61041) -        | 2000 KR60             | 25 mei 2000      | LONEOS       |
| (61042) Noviello | 2000 KB61             | 25 mei 2000      | LONEOS       |
| (61043) -        | 2000 KJ61             | 25 mei 2000      | LONEOS       |
| (61044) -        | 2000 KT62             | 26 mei 2000      | LONEOS       |
| (61045) -        | 2000 KU62             | 26 mei 2000      | LONEOS       |
| (61046) -        | 2000 KB63             | 26 mei 2000      | LONEOS       |
| (61047) -        | 2000 KJ63             | 26 mei 2000      | LONEOS       |
| (61048) -        | 2000 KV63             | 26 mei 2000      | LONEOS       |
| (61049) -        | 2000 KF65             | 27 mei 2000      | LINEAR       |
| (61050) -        | 2000 KM72             | 28 mei 2000      | LINEAR       |
| (61051) -        | 2000 KC73             | 28 mei 2000      | LONEOS       |
| (61052) -        | 2000 KF73             | 28 mei 2000      | LONEOS       |
| (61053) -        | 2000 KQ73             | 27 mei 2000      | LINEAR       |
| (61054) -        | 2000 KR74             | 27 mei 2000      | LINEAR       |
| (61055) -        | 2000 KJ75             | 27 mei 2000      | LINEAR       |
| (61056) -        | 2000 KN75             | 27 mei 2000      | LINEAR       |
| (61057) -        | 2000 KD76             | 27 mei 2000      | LONEOS       |
| (61058) -        | 2000 KT78             | 27 mei 2000      | LINEAR       |
| (61059) -        | 2000 LX               | 2 juni 2000      | Spacewatch   |
| (61060) -        | 2000 LH1              | 2 juni 2000      | Črni Vrh     |
| (61061) -        | 2000 LX1              | 4 juni 2000      | LINEAR       |
| (61062) -        | 2000 LF2              | 3 juni 2000      | P. G. Comba  |
| (61063) -        | 2000 LN4              | 4 juni 2000      | LINEAR       |
| (61064) -        | 2000 LW4              | 5 juni 2000      | LINEAR       |
| (61065) -        | 2000 LE5              | 5 juni 2000      | LINEAR       |
| (61066) -        | 2000 LV5              | 4 juni 2000      | J. Broughton |
| (61067) -        | 2000 LQ6              | 6 juni 2000      | P. G. Comba  |
| (61068) -        | 2000 LR6              | 6 juni 2000      | P. G. Comba  |
| (61069) -        | 2000 LS7              | 5 juni 2000      | LINEAR       |
| (61070) -        | 2000 LV7              | 5 juni 2000      | LINEAR       |
| (61071) -        | 2000 LS8              | 5 juni 2000      | LINEAR       |
| (61072) -        | 2000 LW8              | 5 juni 2000      | LINEAR       |
| (61073) -        | 2000 LB9              | 5 juni 2000      | LINEAR       |
| (61074) -        | 2000 LR9              | 5 juni 2000      | LINEAR       |
| (61075) -        | 2000 LQ10             | 1 juni 2000      | LINEAR       |
| (61076) -        | 2000 LP14             | 7 juni 2000      | LINEAR       |
| (61077) -        | 2000 LU15             | 7 juni 2000      | Spacewatch   |
| (61078) -        | 2000 LZ15             | 6 juni 2000      | LONEOS       |
| (61079) -        | 2000 LY17             | 8 juni 2000      | LINEAR       |
| (61080) -        | 2000 LW19             | 8 juni 2000      | LINEAR       |
| (61081) -        | 2000 LZ19             | 8 juni 2000      | LINEAR       |
| (61082) -        | 2000 LB20             | 8 juni 2000      | LINEAR       |
| (61083) -        | 2000 LE20             | 8 juni 2000      | LINEAR       |
| (61084) -        | 2000 LF20             | 8 juni 2000      | LINEAR       |
| (61085) -        | 2000 LL21             | 8 juni 2000      | LINEAR       |
| (61086) -        | 2000 LU21             | 8 juni 2000      | LINEAR       |
| (61087) -        | 2000 LY21             | 8 juni 2000      | LINEAR       |
| (61088) -        | 2000 LZ21             | 8 juni 2000      | LINEAR       |
| (61089) -        | 2000 LO22             | 6 juni 2000      | Spacewatch   |
| (61090) -        | 2000 LN23             | 1 juni 2000      | LINEAR       |
| (61091) -        | 2000 LU27             | 6 juni 2000      | LONEOS       |
| (61092) -        | 2000 LV27             | 6 juni 2000      | LONEOS       |
| (61093) -        | 2000 LW27             | 6 juni 2000      | LONEOS       |
| (61094) -        | 2000 LH28             | 6 juni 2000      | LONEOS       |
| (61095) -        | 2000 LP28             | 9 juni 2000      | LONEOS       |
| (61096) -        | 2000 LS28             | 9 juni 2000      | LONEOS       |
| (61097) -        | 2000 LT28             | 12 juni 2000     | LINEAR       |
| (61098) -        | 2000 LY28             | 6 juni 2000      | LONEOS       |
| (61099) -        | 2000 LG29             | 11 juni 2000     | LONEOS       |
| (61100) -        | 2000 LJ29             | 11 juni 2000     | LONEOS       |